# Parc Nacional del Teide
El Parc Nacional del Teide ocupa la zona més alta de l'illa de Tenerife (Illes Canàries). Declarat el 1954 com Parc Nacional del Teide, és el més gran i més antic dels parcs nacionals de les Illes Canàries. El 1981 el parc va ser reclassificat i es va establir un règim jurídic especial. L'any 1989, el Consell d'Europa va concedir al parc nacional el Diploma Europeu, a la seva màxima categoria. Aquest reconeixement a la gestió i a la conservació ha estat posteriorment renovat el 1994, 1999 i 2004. Com a celebració del 50 aniversari de la seva transformació en parc nacional, l'any 2002 es van iniciar els tràmits perquè la UNESCO l'anomenés Patrimoni de la Humanitat. El dia 28 de juny de 2007, després de cinc anys de treball i esforç, la Unesco va decidir de declarar el parc nacional del Teide Patrimoni de la Humanitat a la seva Convenció de Patrimoni Mundial de la UNESCO reunida en Christchurch, Nova Zelanda. Aquesta zona es troba el volcà del Teide que amb els seus 3.718 metres, és el cim més alt de les Canàries, d'Espanya i de qualsevol illa atlàntica.
Després de diferents revisions i ampliacions, la seva superfície és de 18.990 hectàrees. En 2016, va ser visitat per 4.079.823 visitants i turistes arribant a un rècord històric. A més és el parc nacional més visitat d'Espanya, d'Europa i actualment el novè del món.

## Consideracions generals
Geològicament està format per dues grans depressions coronada pel Teide amb 3.718 m d'altitud. Nombroses colades de diferents erupcions al costat de les muntanyes i volcans repartit per tot el parc formen un paisatge característic. L'alto de Guajara, el Pla Ucanca, les Set Cañadas, La Fortaleza, el grup los Roques de García i Pico Viejo (o Chahorra) són exemples molt importants i característics que formen el paisatge natural del parc.
També la flora ha estat estudiada per científics com Alexander von Humboldt. Té endemismes de caràcter insular, regional i local, i compta amb 11 hàbitats d'interès comunitari, que ocupen el 75% de la seva superfície. A més a més, es pot recalcar la importància, pel que fa a nombre i exclusivitat, de la seva fauna invertebrada.

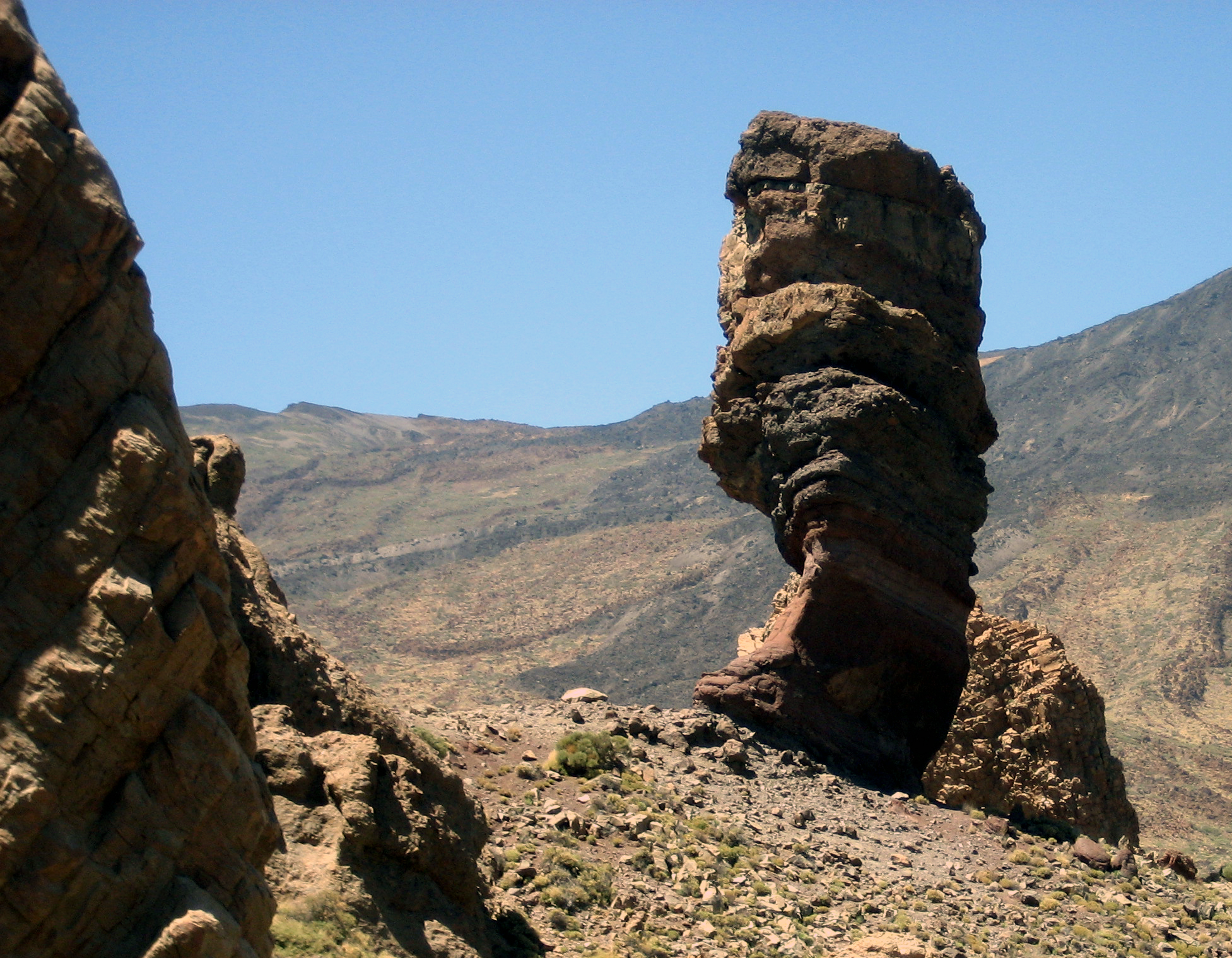
Roque Cinchado pertanyent al Parc Nacional del Teide a Tenerife

## Història
El Parc Nacional del Teide té un ampli valor històric. Aquest lloc, a part de tenir un important significat espiritual pels guanches, venia a ser un recurs fonamental pel sustento i supervivència d'aquests pobladors en algunes èpoques de l'any, ja que en els períodes estivals era nombrosa la concentració de bestiars i el pasturatge en aquesta zona. Al parc són importants els jaciments arqueològics que s'han descobert. Els guanches coneixien al Teide amb el nom de "Echeyde" el significat del qual era "habitada de Guayota, el Maligne". Segons la llegenda, Guayota va segrestar al déu del Sol, pels guanchesbMagec, i ho va tancar a l'interior del volcà sumint a l'illa en total foscor. En aquest moment els guanches van invocar a Achamán, el seu déu celeste suprem, i van suplicar la seva ajuda. Achamán va aconseguir derrotar a Guayota i, assoliment d'aquesta manera, posar fi a la captivitat del Sol i segellar la boca de Echeyde. Aquest relat sembla coincidir amb l'últim gran episodi eruptiu del Teide. L'any 1492, just quan Cristóbal Colón partia de l'illa colombina disposat a conquistar el nou món el Teide es trobava en erupció. En 1798, l'última gran erupció produïda, va constituir els denominats Nassos del Teide en la qual 12 milions de metres cúbics de lava van ser abocats durant tres mesos des del Bec Vell.
En 1981 el parc va ser reclassificat i s'hi va establir un règim jurídic especial. En 1989, el Consell d'Europa va concedir al parc nacional el Diploma Europeu, en la seva màxima categoria. Aquest reconeixement a la gestió i a la conservació ha estat posteriorment renovat en 1994, 1999 i 2004. Com a celebració del 50 aniversari de la seva transformació en parc nacional, en 2002 es van iniciar els tràmits perquè la UNESCO ho nomenés Patrimoni de la Humanitat. El dia 28 de juny de 2007, després de cinc anys de treball i esforç, la Unesco va decidir declarar el Parc Nacional del Teide Patrimoni de la Humanitat en la seva Convenció de Patrimoni Mundial de la UNESCO reunida a Christchurch, Nova Zelanda. El Parc Nacional del Teide és a més des de finals de 2007, un dels 12 Tresors d'Espanya.
Ha estat a l'Observatori Atmosfèric d'Izaña on va haver-hi més hores de sol en 2007 a Espanya, amb 3.845, i també va ser el lloc on es va registrar la temperatura mitjana més baixa, 10,2 graus de mitjana en tot l'any (segons es desprèn de les dades dels quals disposa l'Institut Nacional d'Estadística, recollits en el seu anuari estadístic). Després de diferents revisions i ampliacions, la seva superfície és de 18.990 hectàrees.

## Biodiversitat
Al Parc nacional del Teide se sumen un total de 168 plantes superiors. D'aquestes, 58 són considerades plantes endèmiques canàries. Segons el Catàleg Nacional d'Espècies Amenaçades, tres espècies vegetals es troben en perill d'extinció i altres dotze en situació vulnerable. Per a molts endemismes, les parets i buits que les pedres de las Cañadas conformen, suposen un veritable refugi per a la seva conservació. Destaca, per exemple, Echium wildpretii, la estepa de les Cañadas (Cistus osbeckifolius), el roser del guanxe (Bencomia exstipulata), en greu situació ja que la seva població no supera els 50 exemplars, el violer del Teide (Erysimum scoparium), la hierba pajonera (Descurainia bourgaeana) , la ginesta del Teide (Cytisus supranubius) i l'escassa Helianthemum juliae. Superant els 2.400 m d'altitud creix una planta molt fràgil i delicada, la violeta del Teide  (Viola cheiranthyfolia) . Aquesta, no només és una de les poques plantes que habita a l'alta muntanya, sinó que a més es troba dins de l'enorme grup de plantes que floreix a major altitud de tot el territori nacional.
A fi de donar resposta a les moltes amenaces a què està sotmesa aquesta flora (influència humana, espècies introduïdes), s'han aprovat diferents plans que busquen solucions al futur d'aquest sensible ecosistema. Aquests plans intenten coordinar el desenvolupament de les diferents activitats que es poden dur a terme per intentar recuperar les poblacions d'aquestes espècies: planters massius en viver, col·lecta de llavors, anàlisi de l'estructura, restitucions, experiències de germinació en laboratori, dinàmica i genètica de poblacions.
Dins l'apartat de fauna, les espècies que habiten el parc nacional de forma temporal o permanent al llarg de l'any són la puput, el botxí, la piula de Berthelot, el mussol banyut, el canari, el xoriguer comú, conills, corbs, la tallarol capnegre i la tallarol trencamates, esparvers, la mallerenga blava, el llangardaix fumat, la cueta torrentera, merles, mosquitera, el ratpenat orellut canari, el colom roquer, la perdiu moruna, la Tarentola delalandii, el pit-roig, el pinsà blau, ratolins, falciot unicolor, el mufló, l'eriçó clar i el gat fer.

## Galeria d'imatges

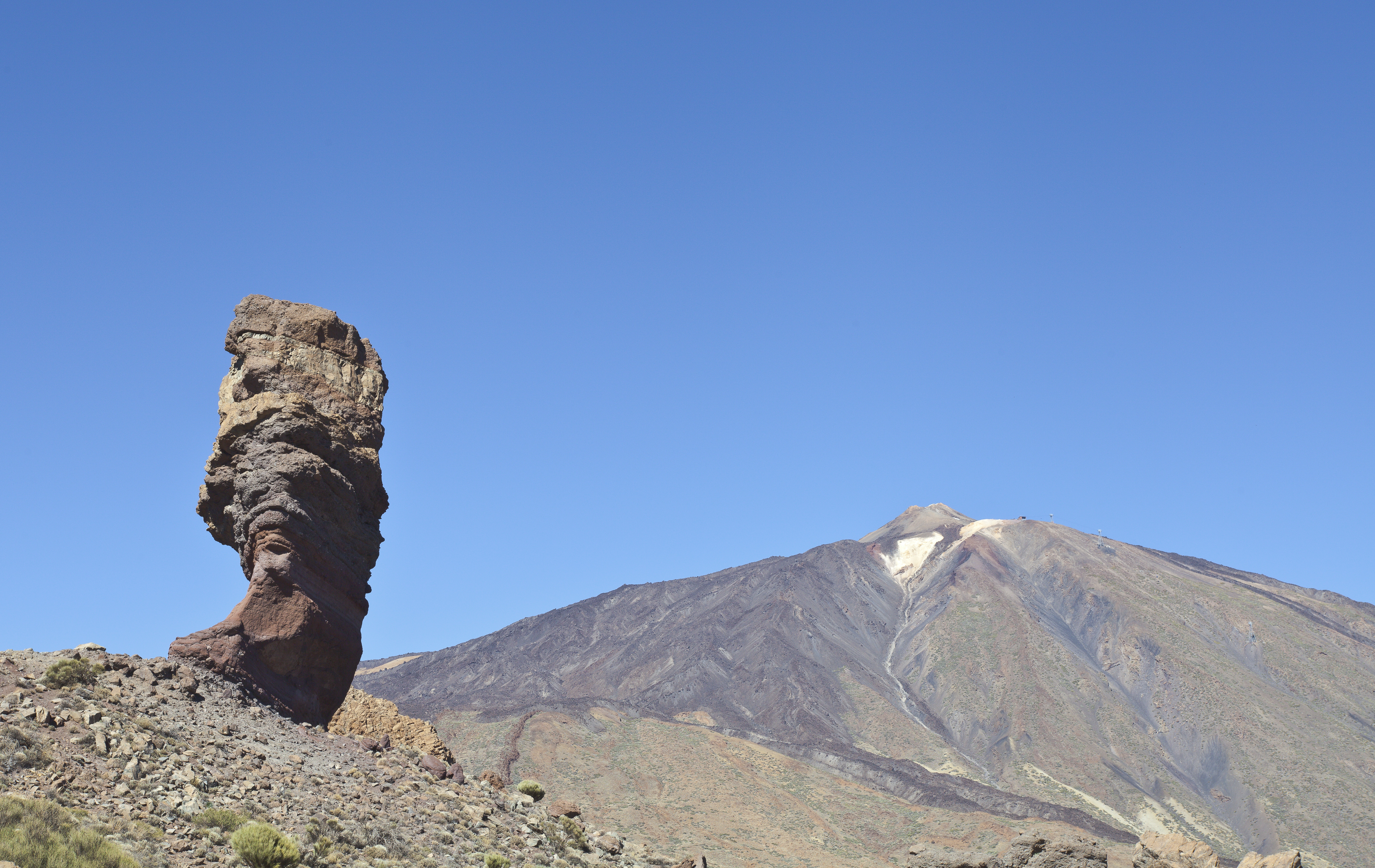
Roque Cinchado.
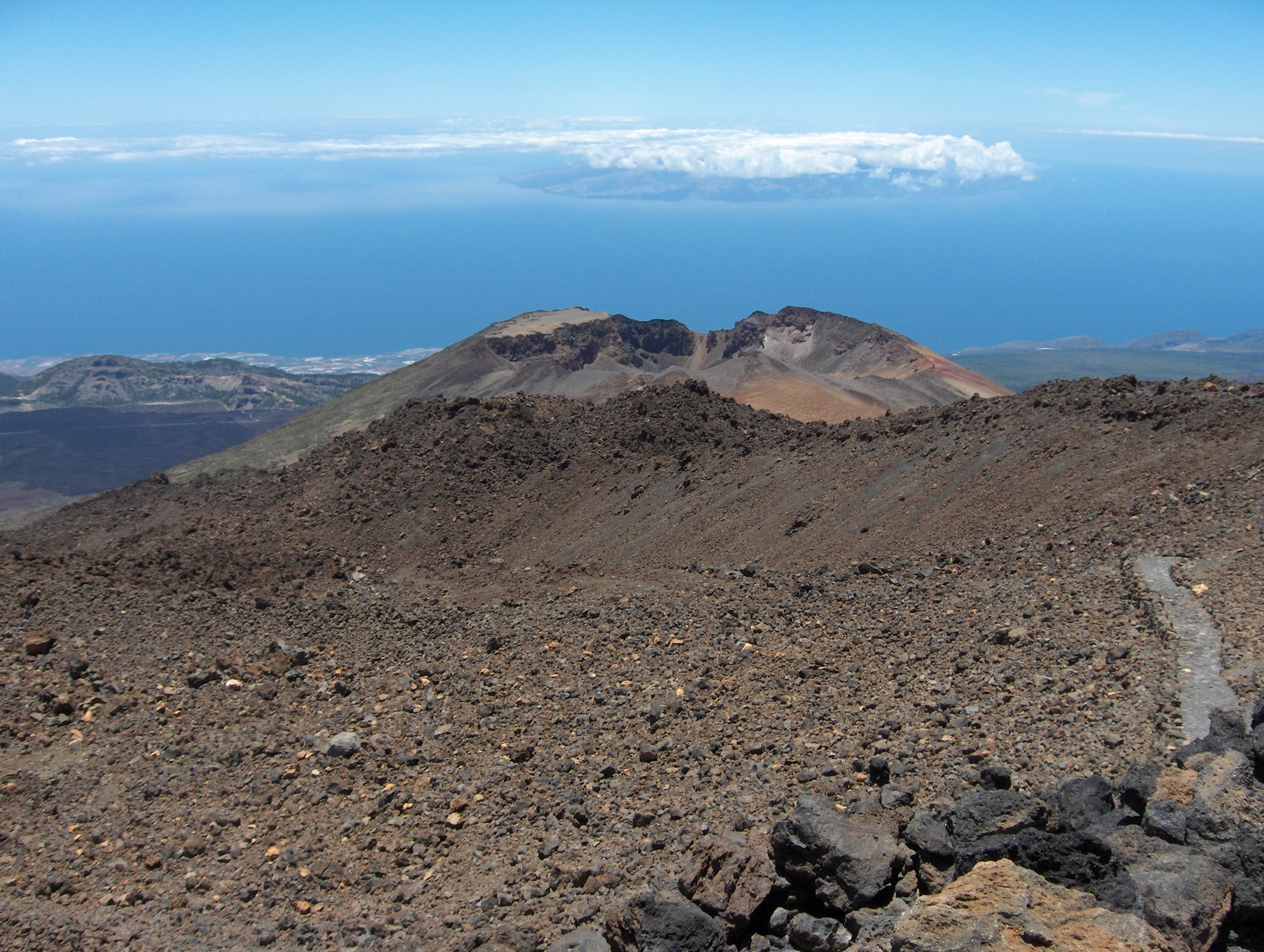
Pico Viejo.
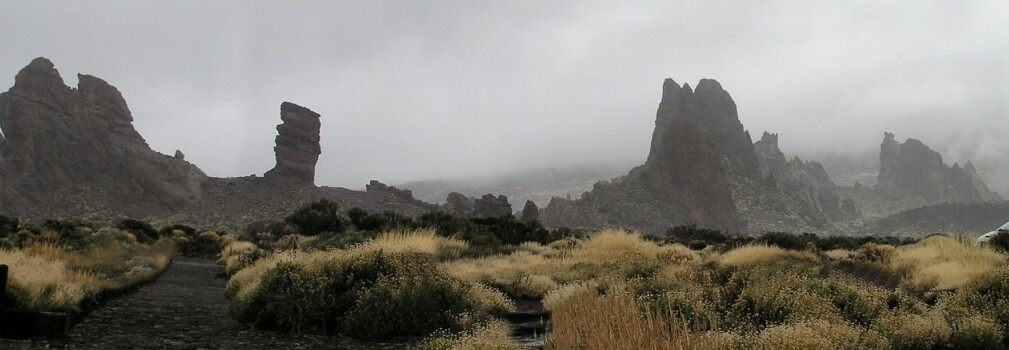
Tempete.
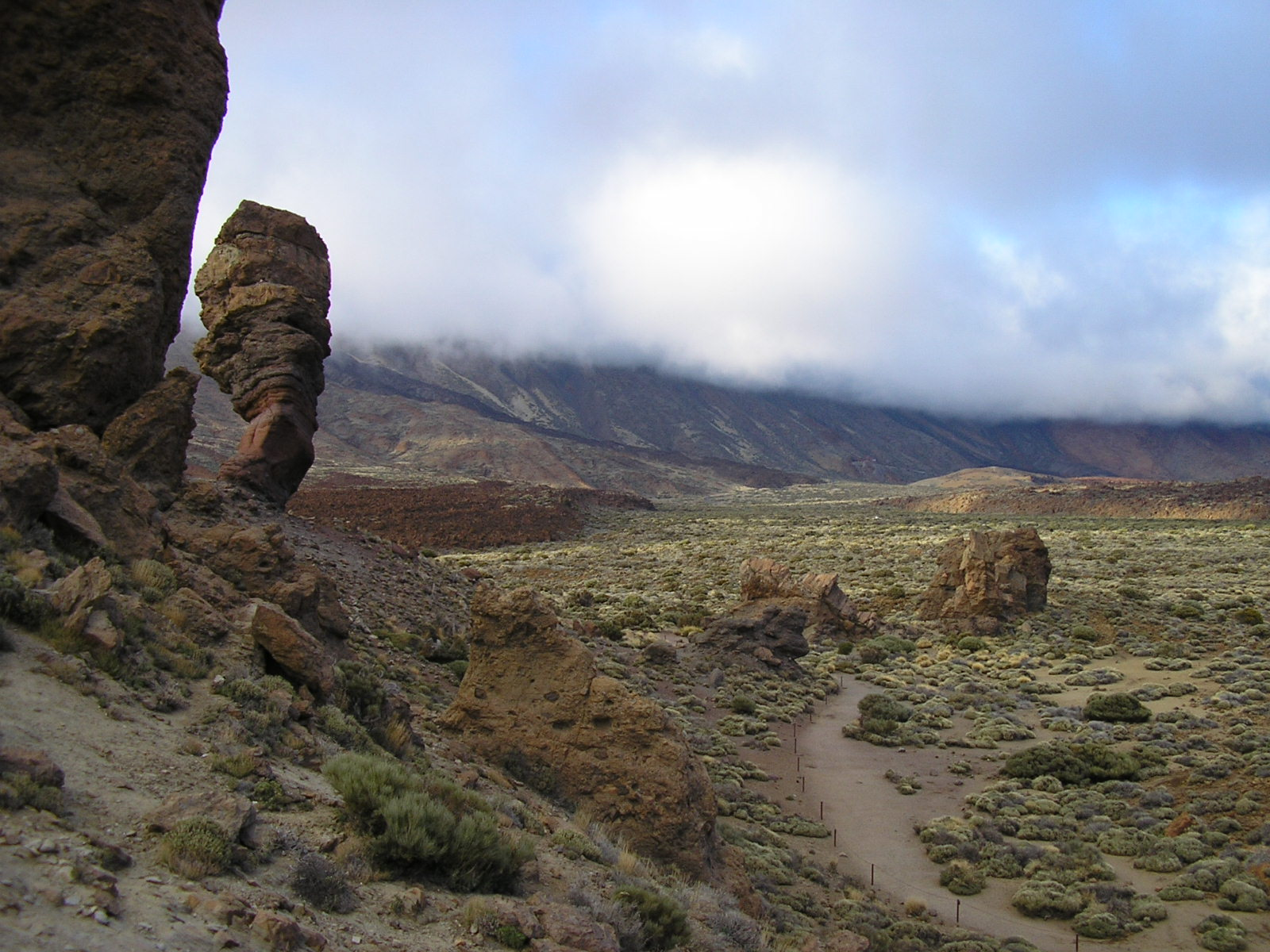
Falda del Teide.
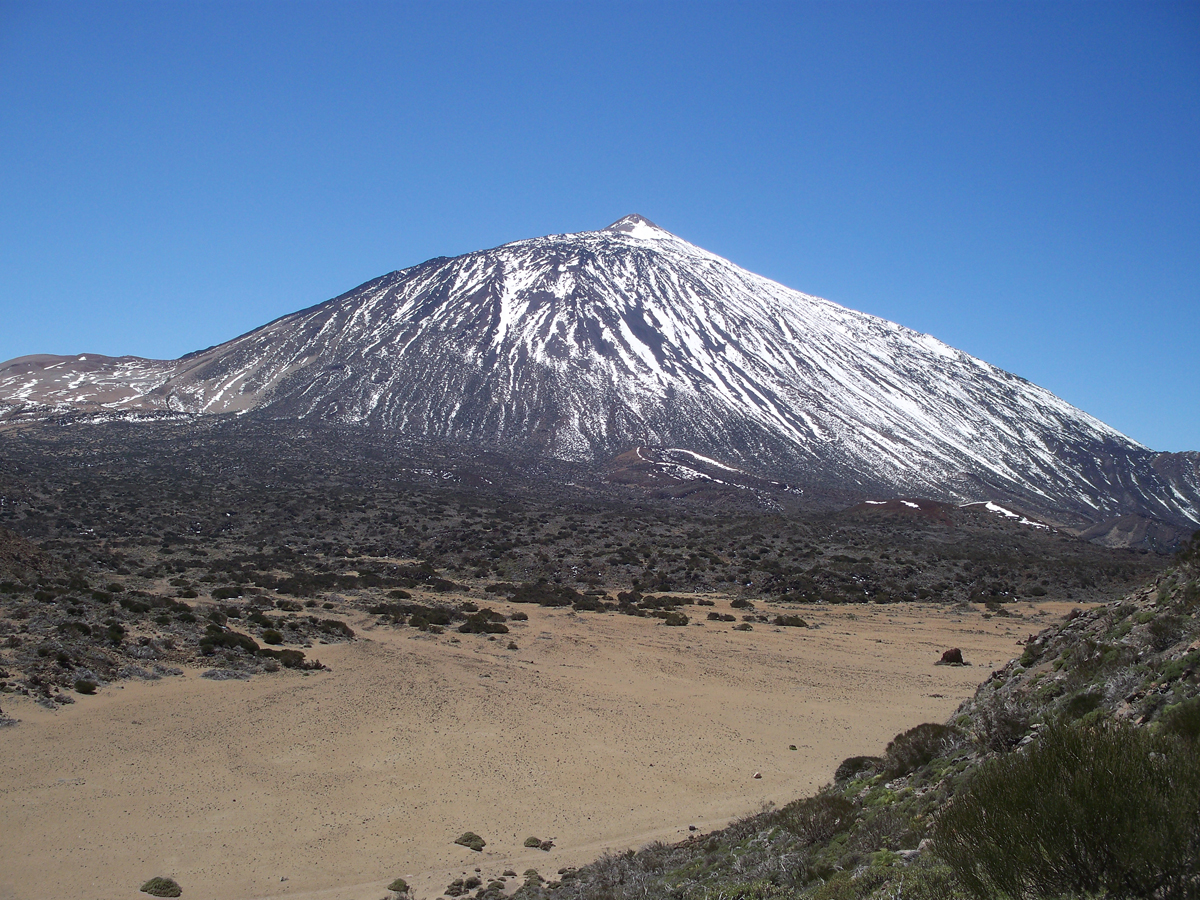
El Teide des de La Fortaleza.
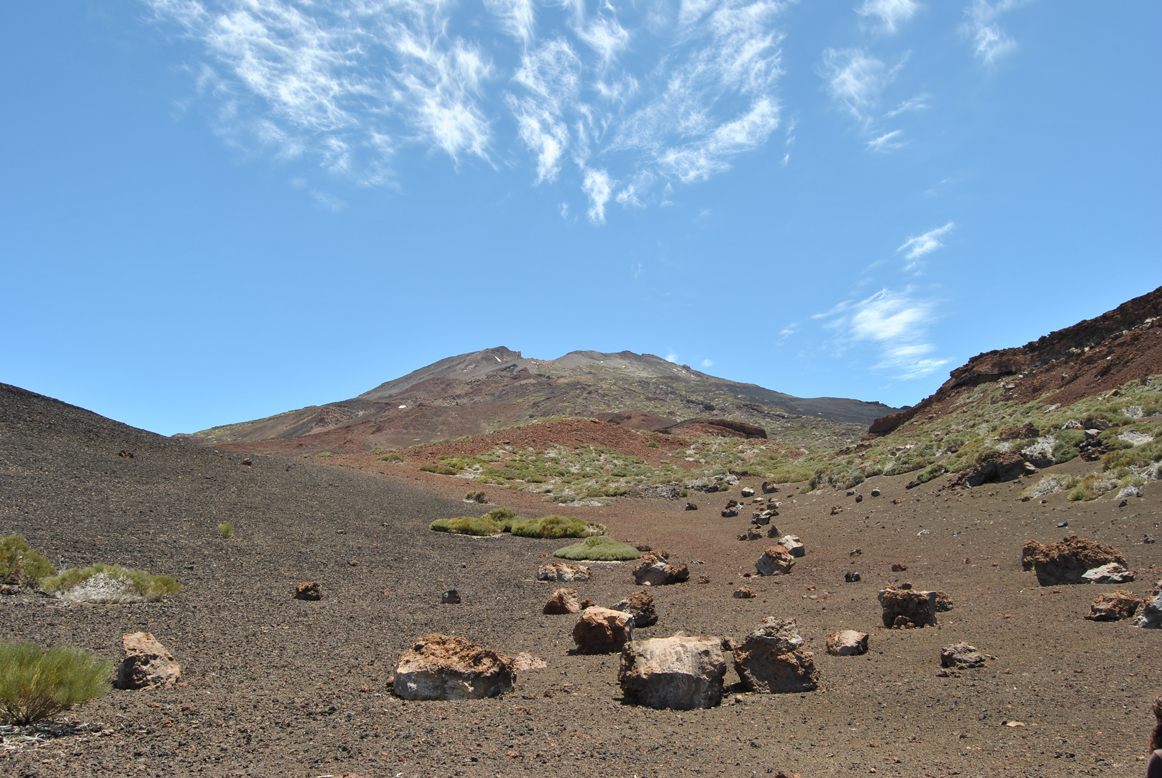
Pico Viejo.
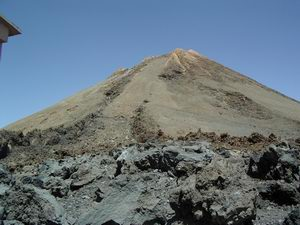
Cim del Teide a l'estiu.
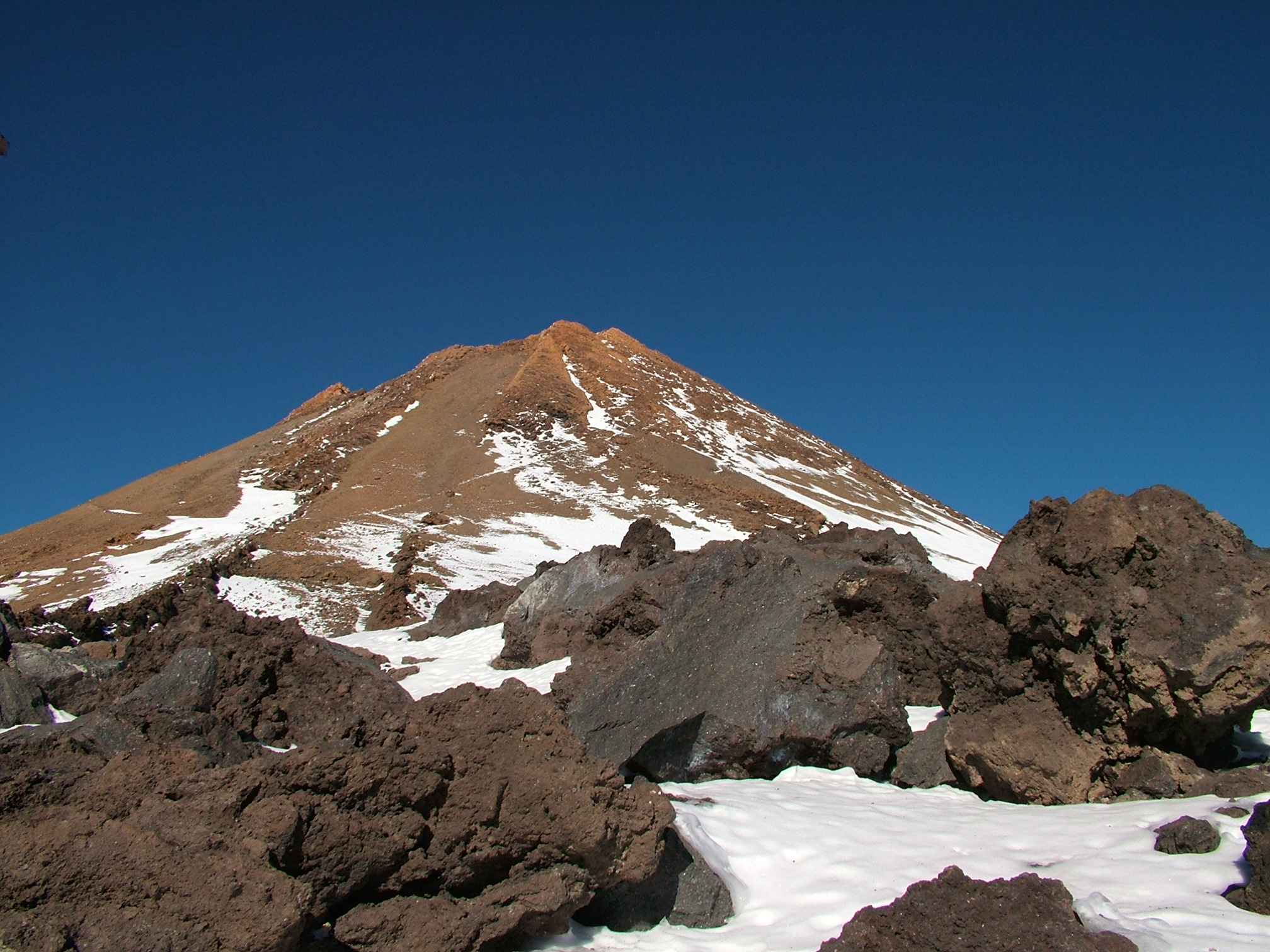
Cim del Teide a l'hivern.
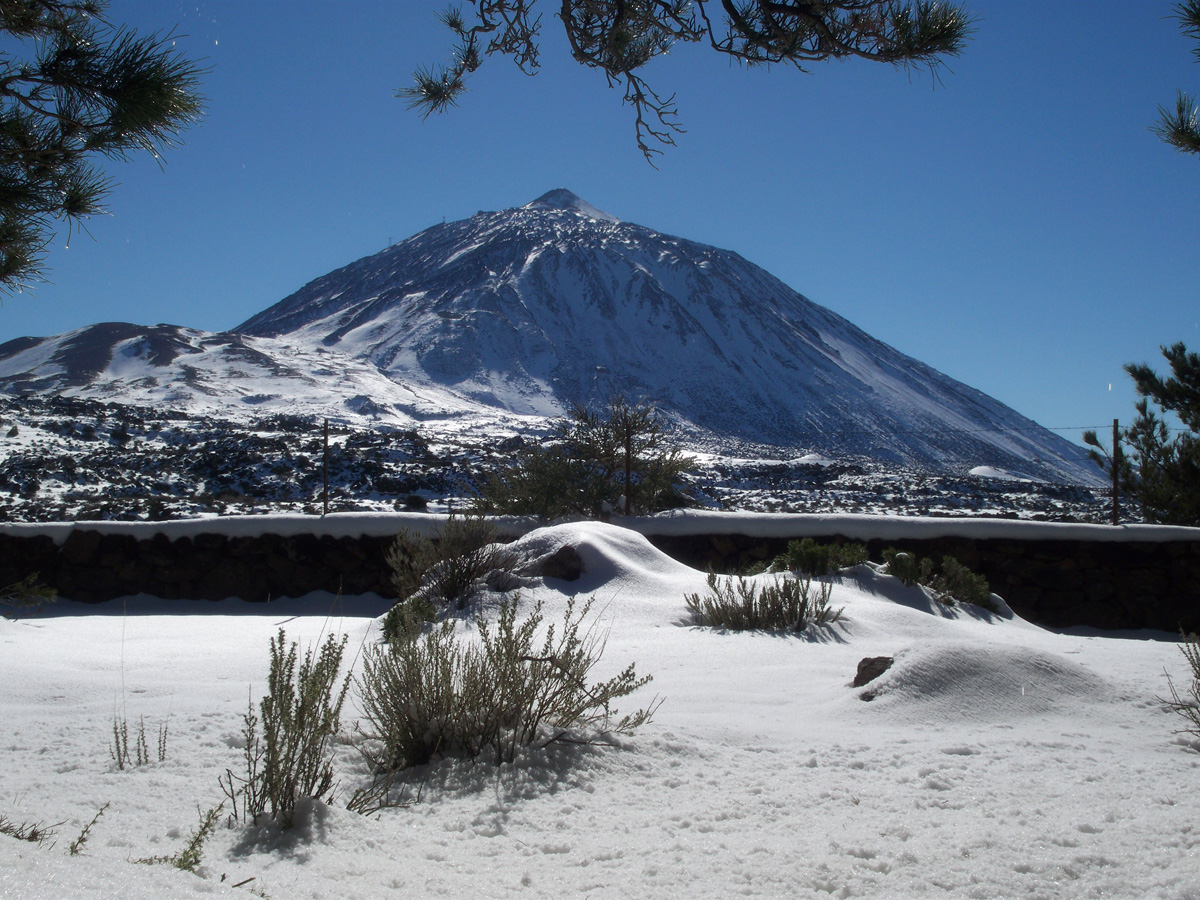
Parc Nacional del Teide a l'hivern.
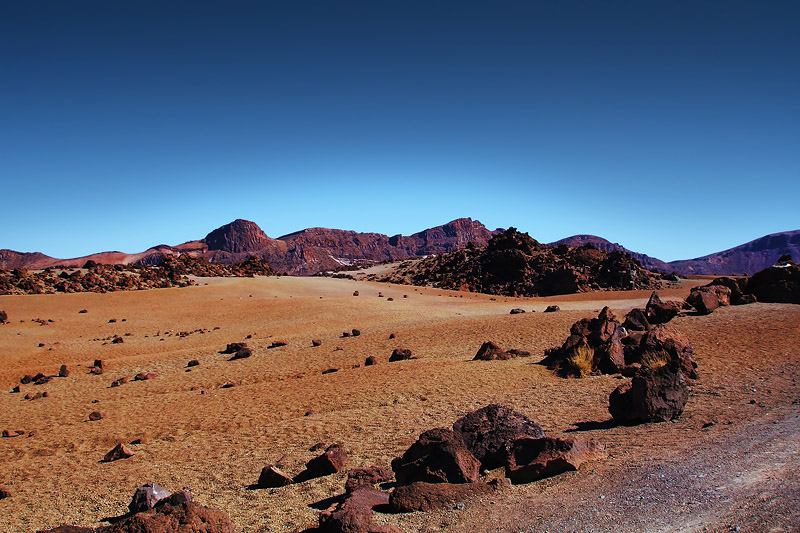
Mines de San José.
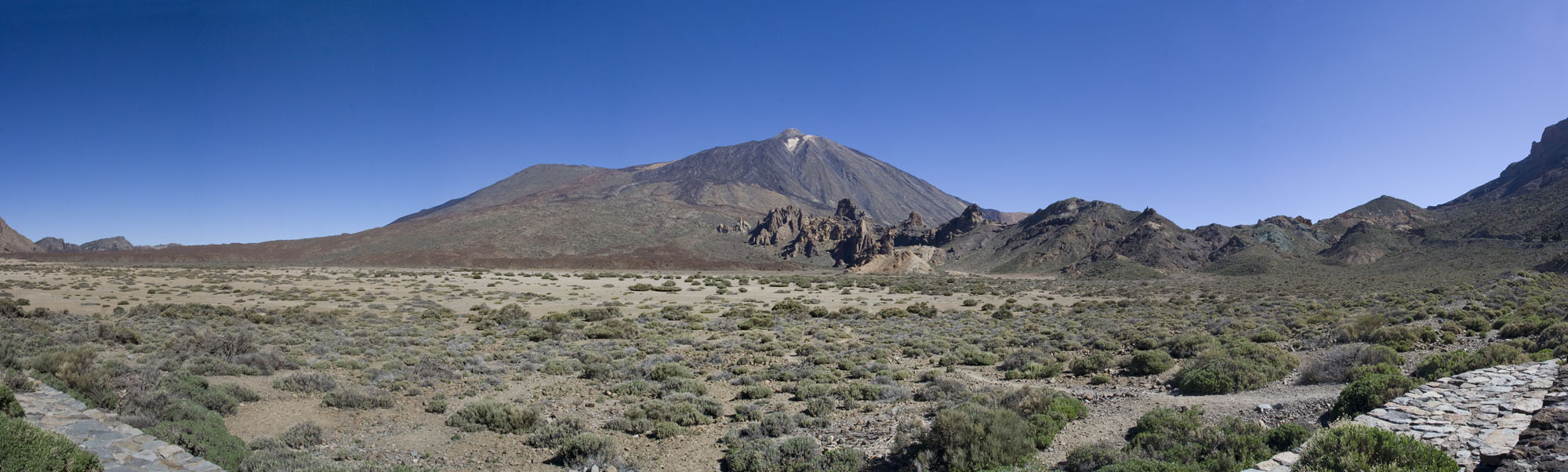
Panoràmica del Parc Nacional.
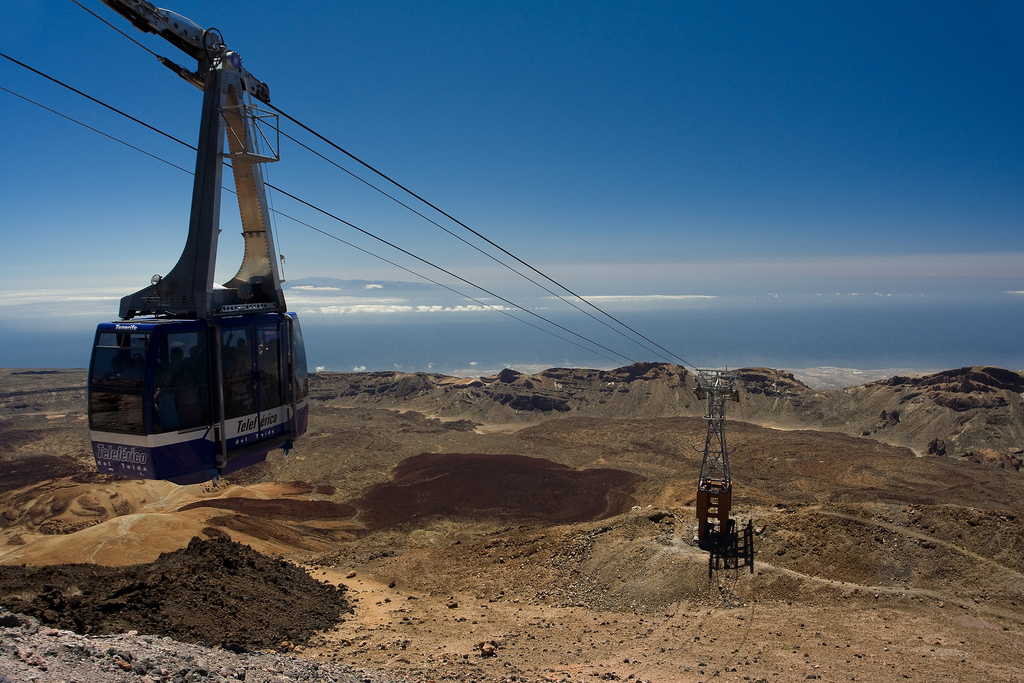
Telefèric del Teide.
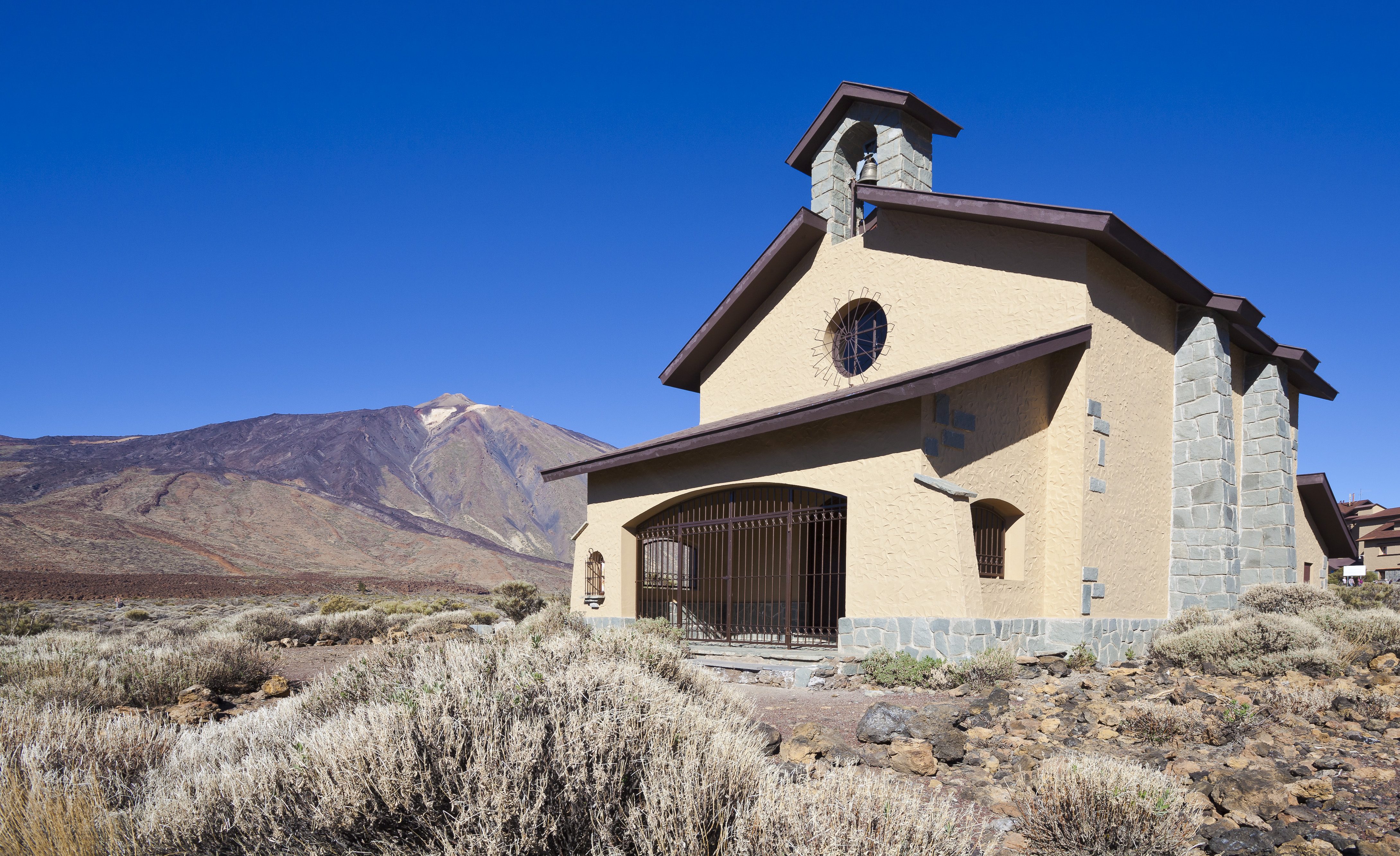
Ermita de Nuestra Señora de las Nieves (Las Cañadas del Teide).
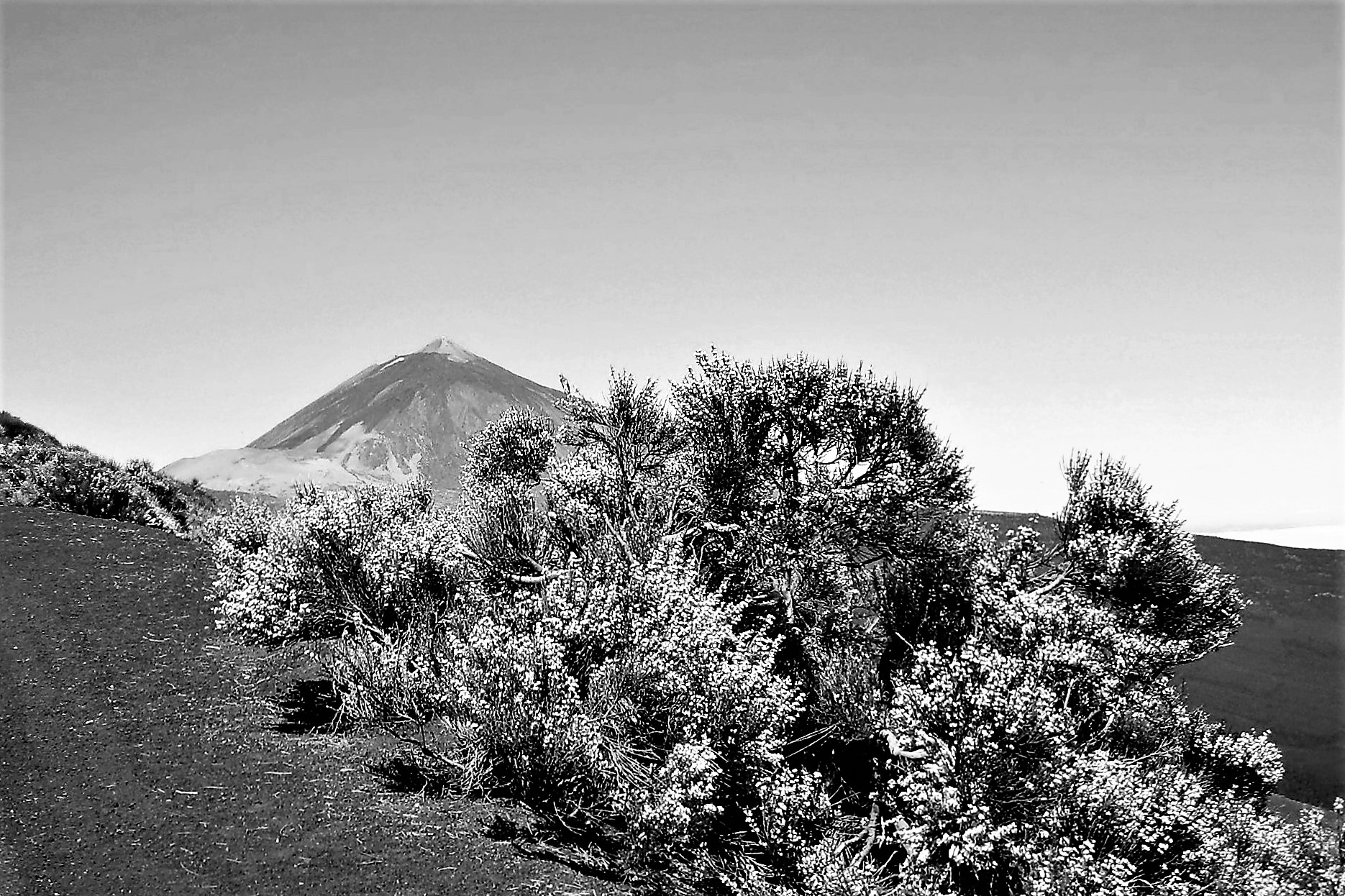
Cim del Teide
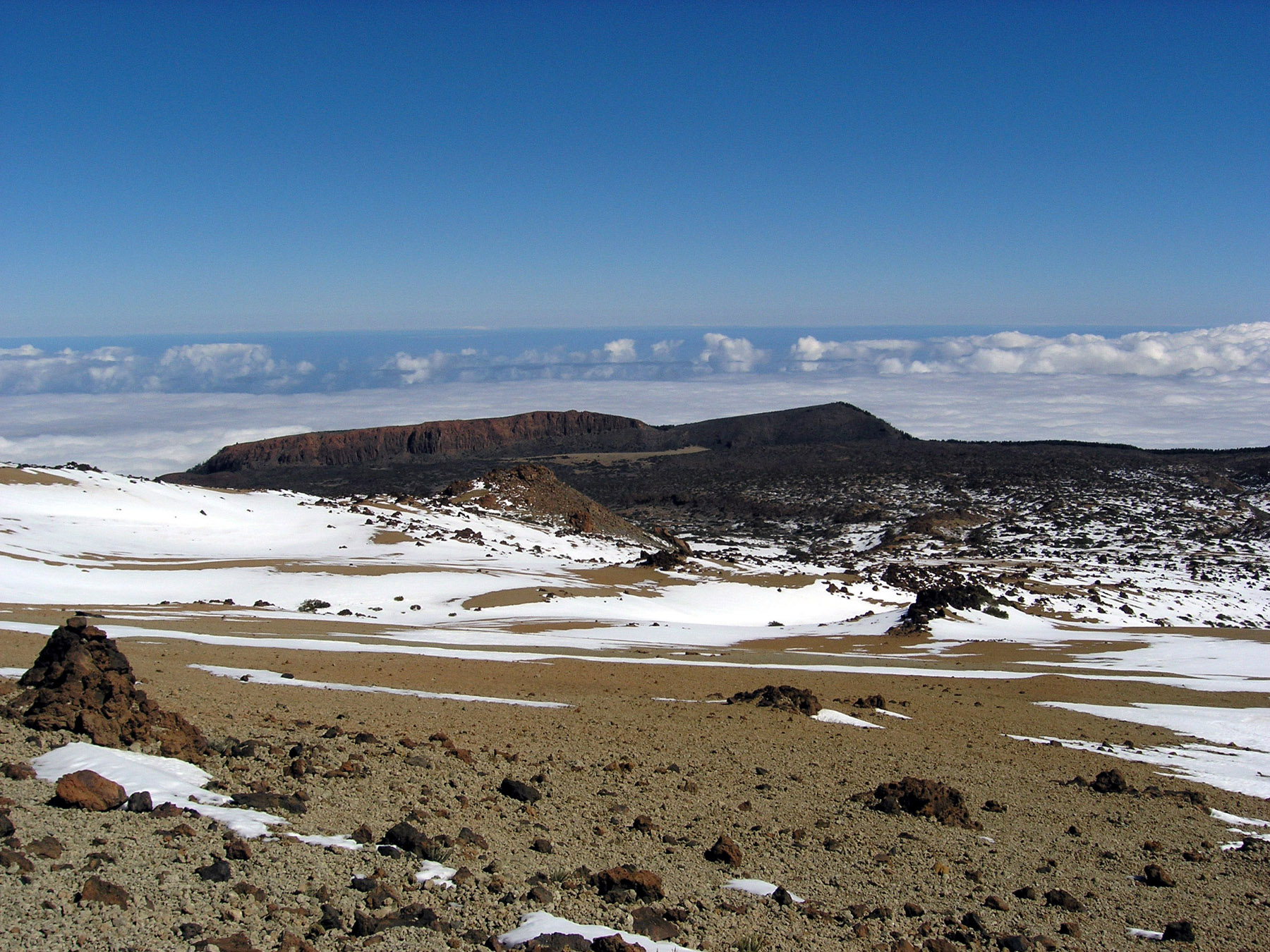
Montaña Blanca, al fons La Fortaleza i El Cabezón